# Награди „Оскар“ (60-а церемония)
Шестдесетата церемония по връчване на филмовите награди „Оскар“ се провежда на 11 април 1988 година. На нея се връчват призове за най-добри постижения във филмовото изкуство за предходната 1987 година. След период от 40 години, събитието отново се провежда в „Шрайн Аудиториум“, Лос Анджелис, Калифорния. Водещ на представлението е актьорът Чеви Чейс.
Големият победител на вечерта е биографичната историческа драма „Последният император“, на режисьора Бернардо Бертолучи, печелейки статуетките във всичките 9 категории за които е номиниран.
Сред останалите основни заглавия са романтичната комедия „Лунатици“ на Норман Джуисън, медийната трагикомедия „Новинарски блок“ на Джеймс Брукс, психологическият трилър „Фатално привличане“ на Ейдриън Лайн, епосът „Империята на Слънцето“ на Стивън Спилбърг и военновременната драма „Надежда и слава“ на Джон Бурман.
Церемонията се провежда в момент на най-голямата стачка на гилдията на писателите в САЩ, започнала месец по-рано, за което са вметнати реплики по време на представлението.

## Филми с множество номинации и награди
| Долуизброените филми получават повече от 2 номинации в различните категории за настоящата церемония: - 9 номинации: Последният император - 7 номинации: Новинарски блок - 6 номинации: Империята на Слънцето, Фатално привличане, Лунатици - 5 номинации: Надежда и слава - 4 номинации: Недосегаемите - 3 номинации: Вик за свобода | Долуизброените филми получават повече от 1 награда „Оскар“ на настоящата церемония: - 9 статуетки: Последният император - 3 статуетки: Лунатици |

## Номинации и награди
Долната таблица показва номинациите за наградите в основните категории. Победителите са изписани на първо място с удебелен шрифт.
| Най-добър филм | Най-добър режисьор |
| --- | --- |
| - Последният император - Новинарски блок - Фатално привличане - Надежда и слава - Лунатици                                                                                   | - Бернардо Бертолучи – Последният император - Джон Бурман – Надежда и слава - Ласе Халстрьом – Моят живот като куче - Норман Джуисън – Лунатици - Ейдриън Лайн – Фатално привличане                                                                                                  |
| Най-добра мъжка роля | Най-добра женска роля |
| - Майкъл Дъглас – Уолстрийт - Уилям Хърт – Новинарски блок - Марчело Мастрояни – Мрачни очи - Джак Никълсън – Ironweed - Робин Уилямс – Добро утро, Виетнам                  | - Шер – Лунатици - Глен Клоуз – Фатално привличане - Холи Хънтър – Новинарски блок - Сали Киркланд – Анна - Мерил Стрийп – Ironweed |
| Най-добра поддържаща мъжка роля | Най-добра поддържаща женска роля |
| - Шон Конъри – Недосегаемите - Албърт Брукс – Новинарски блок - Морган Фрийман – Street Smart - Винсънт Гардениа – Лунатици - Дензъл Уошингтън – Вик за свобода              | - Олимпия Дукакис – Лунатици - Норма Алехандро – Габи: Истинска история - Ан Арчър – Фатално привличане - Ан Рамзи – Изхвърли майка си от влака - Ан Сотърн – Августовски китове |
| Най-добър оригинален сценарий | Най-добър адаптиран сценарий |
| - Лунатици – Джон Патрик Шенли - Новинарски блок – Джеймс Брукс - Довиждане, деца – Луис Мейл - Надежда и слава – Джон Бурман - Радио дни – Уди Алън                         | - Последният император – Марк Пипъл и Бернардо Бертолучи - Мъртвецът – Тони Хюстън - Фатално привличане – Джеймс Деарден - Пълно бойно снаряжение – Стенли Кубрик, Майкъл Хер и Густав Хасфорд - Моят живот като куче – Ласе Халстрьом, Рейдар Йонсън, Брас Брансторм и Пер Берглунд |
| Най-добра кинематография (операторско майсторство) | Най-добър чуждоезичен филм |
| - Последният император – Виторио Стораро - Новинарски блок – Майкъл Балхаус - Империята на Слънцето – Ален Давио - Надежда и слава – Филип Русело - Мейтуан – Хаскел Уекслър | - Угощението на Бабет (Дания) - Довиждане, деца (Франция) - Краят на пътя (Испания) - Семейството (Италия) - Водачът (Норвегия) |

## Галерия
| Бернардо Бертолучи „Оскар“ за режисура | Майкъл Дъглас „Оскар“ за главна мъжка роля | Шер „Оскар“ за главна женска роля | Шон Конъри „Оскар“ за поддържаща мъжка роля | Олимпия Дукакис „Оскар“ за поддържаща женска роля |
| -------------------------------------- | ------------------------------------------ | --------------------------------- | ------------------------------------------- | ------------------------------------------------- |
|                                        |                                            |                                   |                                             |                                                   |